# Rustique de Narbonne
Cet article possède un paronyme, voir Rusticus.
Pour les articles homonymes, voir Rustique.
Rustique fut moine de l'abbaye de Lérins et évêque métropolitain de Narbonne du 3 octobre 427 (ou 430) à sa mort sans doute le 26 octobre 461. C'est un saint catholique, fêté le 26 octobre.

## Biographie

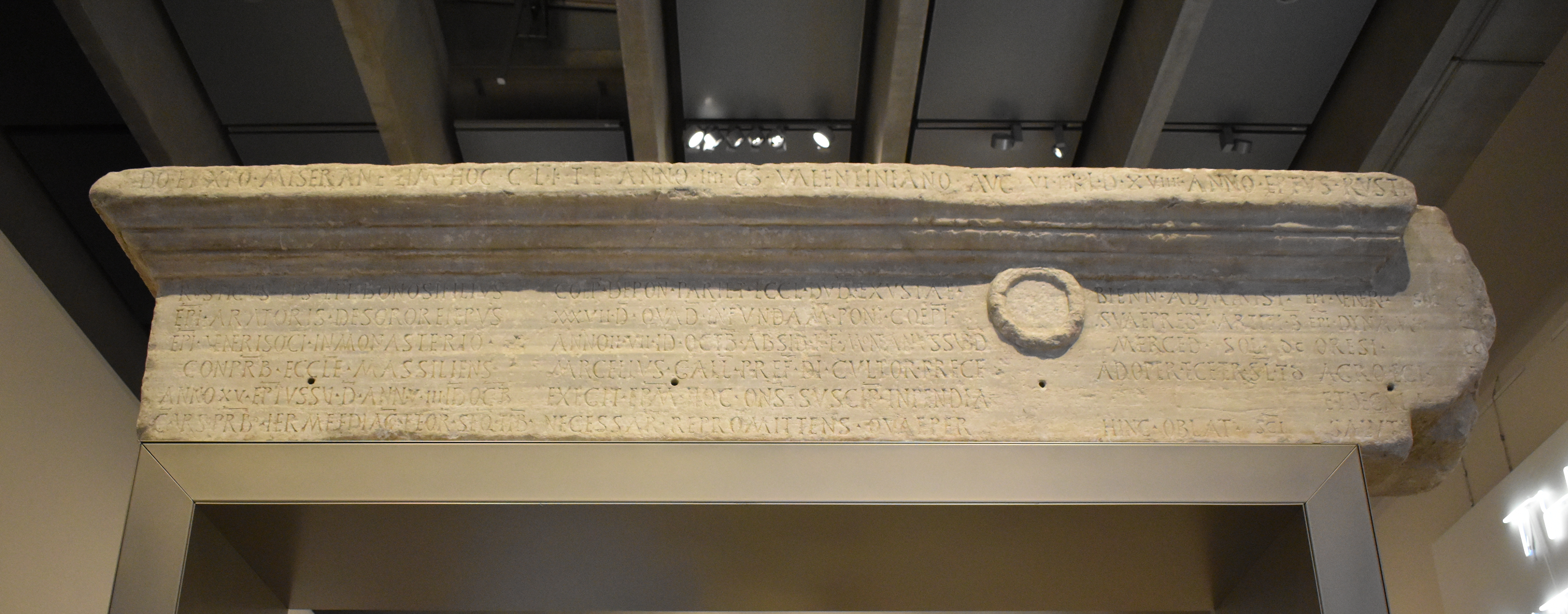
Linteau avec inscription dédicatoire de l'évêque Rustique, daté du 29 novembre 445 (Narbo Via).

Il était fils d'un évêque nommé Bonose et neveu par sa mère d'un autre nommé Arator, les sièges de tous deux étant ignorés. Selon le Martyrologe romain, il fut rhéteur à Rome avant d'intégrer l'abbaye de Lérins, où il se lia d'amitié avec Venerius, futur évêque de Marseille. Ordonné prêtre à Marseille, puis consacré évêque de Narbonne, Il eut à affronter le siège de Narbonne par les Wisigoths de Théodoric Ier (436), et d'une façon générale l'occupation d'une bonne part de sa province par ce peuple germanique adepte de l'arianisme (mais la ville ne fut prise par les Wisigoths qu'en 462). Il fit reconstruire la cathédrale qui avait brûlé en 441, avec l'aide de Marcellus, alors préfet des Gaules : la première pierre fut posée le 18 novembre 444, et le nouvel édifice inauguré le 29 novembre 445 (inscription datée de ce jour conservée au musée Narbo Via). Il nomma son archidiacre Hermès évêque de Béziers, mais celui-ci ne put prendre possession de son siège ; il voulut alors le désigner comme son successeur, mais le pape Léon Ier, à qui il écrivit à ce sujet, refusa. Hermès ne lui succéda pas moins, mais l'affaire fut déférée à Hilaire, successeur de Léon, qui tint concile à Rome sur cette affaire. Finalement, par une lettre du 3 décembre 462, le pape confirma Hermès à Narbonne, mais avec des pouvoirs amoindris sur la province.  
On conserve une longue lettre que lui écrivit saint Jérôme vers 411 pour le conseiller sur la vocation monastique qu'il se sentait alors, et deux lettres que lui écrivit le pape Léon Ier pendant son épiscopat dans les années 450, dont l'une longue et importante (n° 157) où le pape répond à dix-neuf questions qu'il lui avait posées concernant la discipline, et où il lui reproche d'avoir manifesté le désir d'abandonner sa fonction d'évêque. On a aussi des fragments d'une lettre que lui adressa l'évêque Ravennius d'Arles en 453 pour l'inviter à un concile.

## Liens
- Ressource relative à la religion :   - Catholic Hierarchy